# Little Busters!
Little Busters! (リトルバスターズ! Ritoru Basutāzu!?) es una novela visual japonesa desarrollada por Key, que originalmente fue lanzada en edición limitada el 27 de julio de 2007 con calificación para todos los públicos; una edición regular, también clasificada para todos los públicos, fue lanzada el 28 de septiembre de 2007. Little Busters! es el sexto juego de Key, junto con otros títulos tales como Kanon, AIR, y CLANNAD. A pesar de los primeros dos lanzamientos de Little Busters! teniendo un grado para todos los públicos, tenía algunos CGs de fanservice. Una versión adulta del juego titulada Little Busters! Ecstasy fue lanzada el 25 de julio de 2008, al revés que Kanon y AIR, que primero fueron lanzadas con el contenido adulto y en versiones posteriores tenían dicho contenido censurado. El título Little Busters! proviene de un grupo de amigos en la historia donde el protagonista principal, Riki Naoe, ha sido miembro desde de la niñez. En junio de 2010, Key lanzó un spin-off de Ecstasy llamado Kud Wafter, que se amplió en el panorama de Kudryavka Noumi, una de las heroínas de Little Busters! y Ecstasy.

## Situación geográfica
La parte principal de la historia tiene lugar en una escuela secundaria en Japón. Hay un "secreto de este mundo" del que habla Kyousuke; Kengo y Masato también son conscientes de esto. Los personajes viven en los dormitorios masculinos o femeninos en los terrenos de la escuela que están uno frente al otro. Al lado de los dormitorios se encuentra el edificio principal de la escuela donde tienen lugar las clases, que también alberga la cafetería en la planta baja. La escuela tiene cuatro pisos y el techo normalmente tiene acceso restringido. Más allá del edificio principal de la escuela se encuentra el gran patio de la escuela, con el área de la piscina adyacente al patio. En el otro lado del campo está el campo de béisbol, con el gimnasio y la cancha de tenis más allá, que están más cerca del edificio principal de la escuela.

### Historia
La historia gira en torno al protagonista principal, Riki Naoe, un joven estudiante de secundaria. Cuando Riki era un niño, sus padres murieron, dejándolo desesperado y deprimido. Fue salvado por un grupo, tres niños y una niña de todas las edades, que se referían a sí mismos como los Little Busters, un grupo dedicado a combatir el mal y preservar la justicia. El líder del grupo fue Kyousuke Natsume, quien tenía una hermana menor llamada Rin. Los otros dos miembros eran Masato Inohara y Kengo Miyazawa, que eran amigos a pesar de ser rivales. Sacaron a Riki y jugaron con él durante su momento de necesidad, convirtiéndose en el quinto miembro de Little Busters. Con el tiempo, Riki disfrutó jugando con ellos, y su dolor por sus padres se fue desvaneciendo gradualmente. Cuando comienza la historia, Riki y sus amigos están aparentemente en su segundo año de escuela secundaria, a excepción de Kyousuke que está en su tercer año. Todavía están juntos y disfrutan de su vida escolar.

## Modo de juego
El modo de juego en Little Busters! sigue una línea de diagrama que ofrece panoramas predeterminados con cursos de interacción y focos en la súplica de los seis personajes femeninos principales, que aumenta a nueve en Ecstasy. Hay minijuegos adicionales agregados en el gameplay, tal como secuencias que se asemejen a juegos de lucha, o los juegos de béisbol, que sirven dar a los caracteres experiencia, obtienen accesorios para utilizar durante las batallas, y mejorar sus estadísticas. 

## Media

### Libros
Una serie de 12 relatos breves fueron serializados en la revista japonesa de bishōjo Dengeki G's Magazine, publicada por ASCII Media Works. Las historias, bajo el título colectivo Official Episode Collection, se publicaron en dos tandas: las seis primeras historias se publicaron entre los números de marzo de 2006 y agosto de 2006, mientras que la segunda tanda de seis se serializó entre las ediciones de octubre de 2006 y marzo de 2007. 

### Manga
Ha habido trece adaptaciones del manga basadas en Little Busters! y Ecstasy, publicados en ASCII Media Works, Kadokawa Shoten y Ichijinsha. También fueron publicadas Antologías cómicas, novelas ligeras y artbooks, así como varios álbumes de música.
Un manga de cómic de cuatro paneles (4-koma), titulado Little Busters! El 4-koma e ilustrado por Yūya Sasagiri, se serializó entre los números de marzo de 2006 y marzo de 2010 de la revista Dengeki G's de ASCII Media Works. Algunos capítulos comienzan como un diseño de manga normal y siguen con tiras cómicas. Se publicó un capítulo "extra" en el noveno volumen del Festival de Dengeki G el 30 de junio de 2007, y se han publicado capítulos especiales del manga en el festival Dengeki G's manga de ASCII Media Works. 

### Programas de radiodifusión
Un programa radiofónico del Internet comenzó  en junio de 2008 por los seiyus de Rin, Kyousuke y Natsume de la novela visual; la voz de Kudryavka Noumi fue unida como anfitrión en marzo de 2009.

### Anime
Una adaptación al anime, producida por el estudio J.C.Staff se emitió desde 6 de octubre de 2012. Se anunció una segunda temporada titulada "Little Busters! Refrain" que se estrenó en octubre del 2013.
Para la primera temporada, el tema de apertura es "Little Busters! (TV animation version)" y el tema final es "Alicemagic (versión de TV)". Las dos canciones son cantadas por Rita y son remixes de los temas que aparecen en la novela visual original. Para la temporada Refrain, el tema de apertura es "Boys be Smile" de Suzuyu y el tema final es "Kimi to no Nakushi Mono" ( 君 と の く し も の ) de Ayaka Kitazawa.